# Grande Dixence
Pour les articles homonymes, voir Dixence (homonymie).
Grande Dixence est le nom donné à un ensemble d'installations hydroélectriques situé en Suisse, dans le canton du Valais. L'entreprise propriétaire et gestionnaire de ces installations se nomme Grande Dixence S.A..

## Bassin hydraulique
Les installations de la Grande Dixence sont situées dans le canton du Valais sur la rive gauche du Rhône. Les ouvrages d'accumulation sont notamment alimentés par la Dixence, la Printze, la Borgne et la Viège. Les eaux de 35 glaciers sont captées et remplissent les ouvrages d'accumulation. Le bassin hydrologique mesure 375 km2.

## Ouvrages

Schéma de principe des installations.

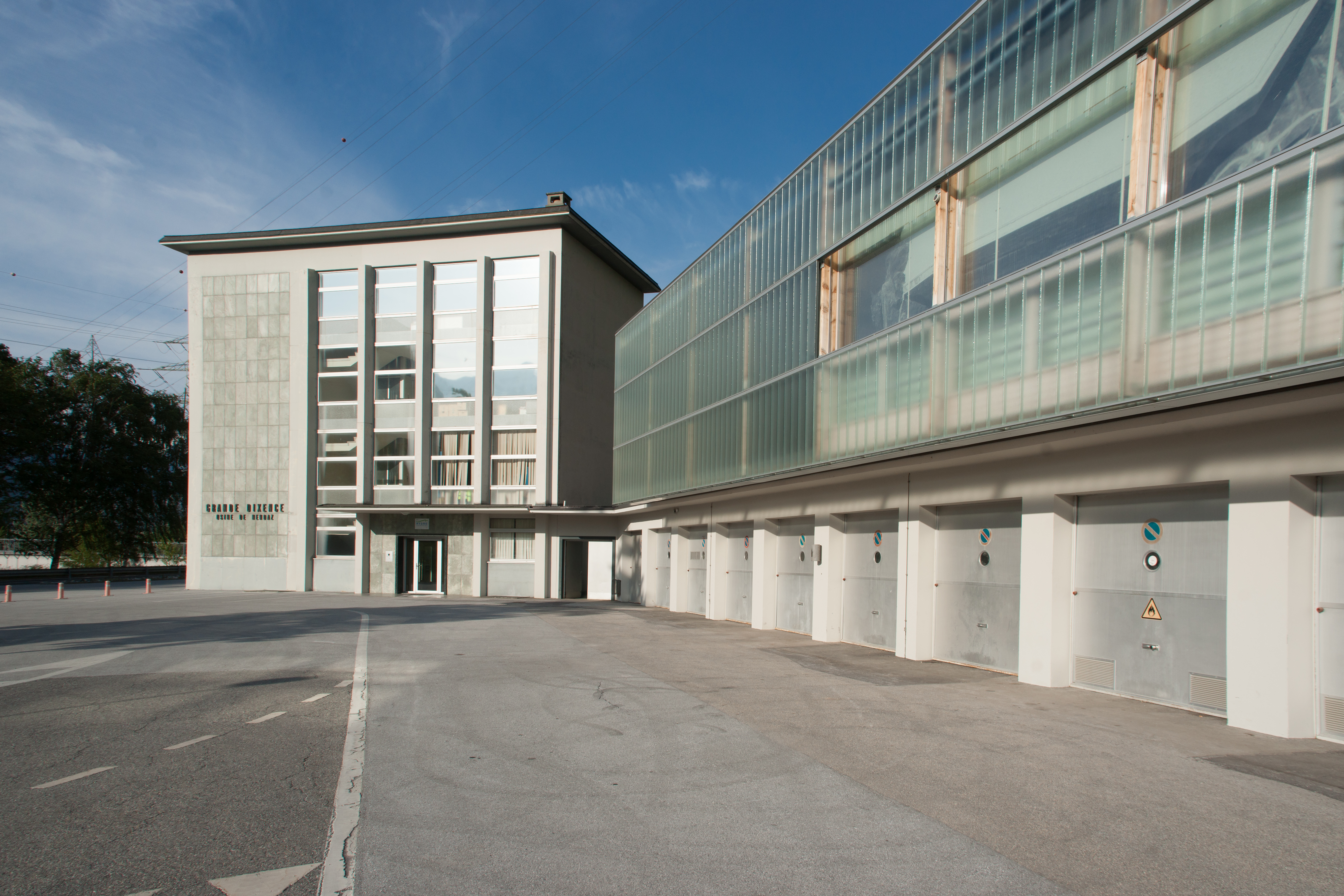
Usine de Nendaz

La Grande Dixence est constituée de deux ouvrages d'accumulations : le barrage de la Grande-Dixence, le plus haut barrage-poids du monde, et le barrage de Cleuson. Quatre stations de pompage alimentent un collecteur principal qui se déverse dans le lac des Dix. Quatre usines situées en aval du barrage de la Grande-Dixence produisent de l'électricité.

### Stations de pompages

#### Station de pompage de Z'Mutt
Cette station est située à 1 972 m d'altitude, à Z'Mutt en amont de Zermatt. Elle est composée d'un barrage construit entre 1962 et 1964, le barrage-voûte mesure 74 m de hauteur, il collecte les eaux des glaciers de Bis et de Schali. L'usine de pompage comprend quatre pompes d'une puissance totale de 88 MW. Annuellement environ 140 millions de m3 d’eau sont refoulées dans le collecteur principal de la Grande Dixence.

#### Station de pompage de Stafel
La station de pompage de Stafel est située à quelques kilomètres en amont de la station de pompage de Z'Mutt, à 2 180 m d'altitude. La station reçoit les eaux des glaciers des Mischabels, de Findelen, d’Obertheodul et de Furgg. Les installations de pompage ont une puissance de 26,4 MW. Annuellement environ 100 millions de m3 d’eau sont refoulées dans le collecteur principal de la Grande Dixence.

#### Station de pompage de Ferpècle
La station de pompage de Ferpècle est située dans le Val d'Hérens, captant les eaux du glacier de Ferpècle. Les installations de pompages sont situées 1 896 m d'altitude. Annuellement environ 60 millions de m3 d’eau sont refoulées dans le collecteur principal de la Grande Dixence.

#### Station de pompage d'Arolla
La station de pompage d'Arolla, est située à 2 009 m d'altitude, reçoit les eaux pompées à la station de Ferpècle ainsi que les eaux des glaciers de Tsidjiore et de Bertol. La station est dotée de trois pompes d'une puissance totale de 48,6 MW. Annuellement environ 90 millions de m3 d’eau sont refoulées dans le collecteur principal de la Grande Dixence.

### Usines de production
L'eau du barrage est acheminée aux 3 usines de productions actuellement en service ; Fionnay, Bieudron et Nendaz. Ces trois usines souterraines disposent d'une puissance totale de 1 949 MW.
L'usine de Chandoline n'est plus en service depuis juillet 2013, elle a été transformée en un centre événementiel.
Depuis 2016 des travaux de rénovation d'une conduite forcée ont été entrepris. Jusqu'à la fin des travaux seule l'usine de Bieudron est en service.

#### Usine de production de Fionnay
L'usine de production de Fionnay est située dans le Val de Bagnes. Elle est équipée de 12 turbines Pelton qui totalisent une puissance de 290 MW.

#### Usine de production souterraine de Nendaz
L'usine de production de Nendaz turbine l'eau précédemment utilisée dans l'usine de Fionnay. Elle est située au bord du Rhône sur la commune de Riddes. Elle est équipée de 12 turbines Pelton qui totalisent une puissance de 390 MW.

#### Usine de production souterraine de Bieudron
L'usine de production de Bieudron est située au bord du Rhône sur la commune de Riddes. Elle détient trois records mondiaux :
- La plus haute chute d’eau, (1 883 m)
- La plus grande puissance par turbine Pelton, (423 MW)
- La plus grande puissance par pôle des alternateurs, (35,7 MVA)

Équipée de 3 turbines Pelton elle totalise une puissance de 1 269 MW.

## Production d'électricité
Les installations de la Grande Dixence font partie des centrales à accumulation, qui ne produisent pas en continu mais fournissent à la demande une énergie de pointe et de réglage pour répondre aux fluctuations des besoins en électricité. L’énergie produite par l’aménagement représente le cinquième de l’énergie électrique accumulable en Suisse, et un peu moins de 4% de la production électrique totale suisse (moins de 3 TWh sur les plus de 75 TWh de production électrique nette suisse

## Accident
Le puits blindé de Cleuson-Dixence reliant le barrage de la Grande-Dixence à la centrale de Bieudron, se rompt le 12 décembre 2000, au-dessus du hameau de Fey en Valais, à 1 400 m d'altitude. Des milliers de mètres cubes d'eau provoquent des coulées de boue et de rochers, emportant une dizaine de bâtiments et causant la mort de trois personnes. La reconstruction coûte 365 millions de francs suisses, il faut quatre ans de travaux et six mois de test pour recevoir l'autorisation de redémarrage. En fait, la réhabilitation porte sur le chemisage de l'ensemble du puits blindé, cela signifie qu'un nouveau tube d’acier est introduit à l’intérieur de la conduite d’origine. Le contournement de la zone de l'accident est réalisé au moyen d'un canal de dérivation. Selon la société Alpiq, la remise en service de l'usine de Bieudron apporte une puissance de 1 200 MW disponible pour réguler le réseau pendant les périodes de pointe de consommation.
Sur le plan judiciaire, l'affaire trouva son épilogue en janvier 2009, avec la condamnation pour homicide par négligence de la Société EOS, propriétaire de l'époque, et de l'entreprise de construction Giovanola disparue en 2004,.

## Entreprise
L'entreprise Grande Dixence S.A. est créée en 1951. Elle est détenue notamment par Énergie Ouest Suisse, aujourd'hui Alpiq, elle est propriétaire des installations.